# Luke Edwards
Luke Edwards est un acteur américain, né le 24 mars 1980 à Nevada City, Californie (États-Unis).

## Filmographie
- 1988 : Tattle: When to Tell on a Friend (TV) : Jack
- 1989 : I Know My First Name Is Steven (TV) : Steven Stayner (Age 7)
- 1989 : L'Enfant génial (The Wizard) : Jimmy Woods / The Wizard
- 1990 : Molloy (en) (série télévisée) : Jason
- 1990 : Parker Lewis ne perd jamais (saison 1 épisode 12 La Fête de la science) : Jerry Steiner petit
- 1991 : Davis Rules (série télévisée) : Charlie Davis
- 1991 : Shock Invader (Not of This World) (TV) : Billy Fletcher
- 1991 : La Liste noire (Guilty by Suspicion) : Paulie Merrill
- 1992 : Newsies : Les Jacobs
- 1994 : Mother's Boys : Kes Madigan
- 1994 : La Victoire d'une mère (The Yarn Princess) (TV) : Daniel Thomas
- 1994 : Little Big League de Andrew Scheinman : Billy Heywood
- 1996 : Les Cavaliers de la liberté (The Little Riders) (TV) : Paul Petersen
- 1999 : Undressed (série télévisée) : Mark (1999: Season 1)
- 2000 : Tricheurs! (Cheaters) (TV) : Darius Bettus
- 2001 : American Pie 2 de James B. Rogers : High School Guy
- 2002 : Shadow Realm (TV) : Wes
- 2003 : Jeepers creepers 2 - le chant du diable (Jeepers Creepers II) : Jack Taggart, Jr.
- 2004 : Debating Robert Lee (it) de Dan Polier : Michael Holland
- 2005 : Graphic : John